# ال‌ا اشلینگ (پی۲۳)
ال‌ا اشلینگ (پی۲۳) (به انگلیسی: LÉ Aisling (P23)) یک کشتی است که طول آن ۶۵٫۲ متر (۲۱۴ فوت) می‌باشد. این کشتی در سال ۱۹۷۹ ساخته شد.